# Haworthia candida
Haworthia candida är en grästrädsväxtart som beskrevs av M. Hayashi. Haworthia candida ingår i släktet Haworthia och familjen grästrädsväxter. Inga underarter finns listade i Catalogue of Life.